# NGC 2198
NGC 2198 је ознака објекта на координатама са ректансцензијом 6h 13m 54,0s и деклинацијом + 0° 59" 42'. Открио га је Труман Хенри Сафорд, 19. марта 1863. Каснијим посматрањима на том положају није уочен никакав астрономски објекат.